# Барга
Барга, Барґа (італ. Barga) — муніципалітет в Італії, у регіоні Тоскана,  провінція Лукка.
Барга розташована на відстані близько 300 км на північний захід від Рима, 70 км на північний захід від Флоренції, 26 км на північ від Лукки.
Населення — 10 085 осіб (2014).
Щорічний фестиваль відбувається 25 липня. Покровитель — San Cristoforo.

## Демографія
Населення за роками:

Станом на 1 січня 2023 року в муніципалітеті офіційно проживало 859 іноземців з 52 країн, серед них 210 громадян країн Євросоюзу та 5 громадян України.

## Сусідні муніципалітети
- Корелья-Антельмінеллі
- Фошіандора
- Галлікано
- Молаццана
- П'євепелаго